# Thiếu nữ đeo hoa tai ngọc trai
Thiếu nữ đeo hoa tai ngọc trai (tiếng Hà Lan: Het Meisje met de Parel) là một bức tranh sơn dầu được danh họa người Hà Lan Johannes Vermeer hoàn thiện vào khoảng năm 1665. Bức tranh khổ vừa này là chân dung bán thân của một thiếu nữ bí ẩn — có thể là con gái của Vermeer — đeo hoa tai ngọc trai và đội một chiếc khăn xếp trên đầu. Do sở hữu bố cục lẫn chủ đề gần giống kiệt tác La Gioconda của Leonardo da Vinci, Thiếu nữ đeo hoa tai ngọc trai còn được mệnh danh là "Nàng Mona Lisa phương Bắc".
Tuy sở hữu những đặc điểm của nghệ thuật vẽ chân dung Ý song tác phẩm của Vermeer lại thuộc thể loại tranh tronie — một thể loại tranh nghiên cứu nhân vật thịnh hành tại Vùng đất Thấp trong thế kỷ 17. Được đánh giá là kiệt tác xuất sắc nhất của Vermeer, Thiếu nữ đeo hoa tai ngọc trai là đại diện tiêu biểu cho thời kỳ hoàng kim của hội họa Hà Lan, một giai đoạn rực rỡ của nền mỹ thuật phương Tây.
Dù ngày nay được coi là một trong những tác phẩm tiêu biểu nhất của hội họa Hà Lan nói riêng và phương Tây nói chung song Thiếu nữ đeo hoa tai ngọc trai từng rơi vào lãng quên trong hơn 200 năm trước khi được nhà sưu tầm nghệ thuật Arnoldus Andries des Tombe mua lại vào năm 1881. Khi des Tombe qua đời vào năm 1902, ông đã hiến tặng bức tranh cho bảo tàng Mauritshuis, Den Haag, nơi nó vẫn được lưu giữ và trưng bày cho tới tận ngày nay. Bức tranh được đại tu vào năm 1994, giúp hé lộ những kỹ thuật mà Vermeer đã sử dụng.

## Mô tả
Bức tranh là một tronie, thuật ngữ Hà Lan thế kỷ 17 để chỉ một "gương mặt" không nhằm mục đích làm chân dung. Nó khắc họa một cô gái châu Âu mặc trang phục kỳ lạ, đội một chiếc khăn xếp phương Đông, và đeo một món đồ trang sức trông như một viên ngọc trai rất lớn làm hoa tai. Danh tính của cô gái trong tranh hiện vẫn chưa rõ; có khả năng cô là một người mẫu có thật, hoặc Vermeer đã tạo ra hình ảnh một người phụ nữ mang tính biểu tượng và đầy bí ẩn hơn, có thể đại diện cho một Sybil hoặc một nhân vật trong Kinh Thánh. Đã có suy đoán rằng cô gái có thể là con gái cả của họa sĩ, Maria, tuy nhiên một số nhà sử học nghệ thuật cho rằng điều này là phi lý về mặt niên đại.
Tác phẩm được vẽ bằng sơn dầu trên vải với chiều cao 44.5cm và chiều rộng 39cm. Bức tranh có chữ ký "IVMeer" nhưng không ghi năm sáng tác. Người ta ước đoán rằng nó được vẽ vào khoảng năm 1665.
Sau lần phục chế gần nhất vào năm 1994, bảng màu tinh tế cùng ánh nhìn đầy thân mật của cô gái hướng về phía người xem đã được tăng cường rõ rệt. Trong quá trình phục chế, người ta phát hiện rằng nền tối, hiện nay có phần loang lổ ban đầu có màu xanh lục sâu như men sứ. Hiệu ứng này được tạo ra bằng cách phủ một lớp sơn mỏng trong suốt (glaze) lên nền đen mà ta thấy ngày nay. Tuy nhiên, hai sắc tố hữu cơ tạo nên lớp phủ xanh, là chàm và weld, đã bị phai màu theo thời gian. Năm 2014, nhà vật lý thiên văn người Hà Lan Vincent Icke đã đặt nghi vấn về chất liệu của chiếc hoa tai, cho rằng nó có vẻ giống như thiếc được đánh bóng hơn là ngọc trai, dựa trên phản xạ ánh sáng, hình dáng giọt lệ và kích thước lớn của nó.

## Lịch sử
Người ta không có nhiều thông tin về lịch sử ra đời của bức tranh. Johannes Vermeer ký "IVMeer" dưới tác phẩm của mình nhưng lại không đề thời gian, vì vậy thời điểm ra đời chính xác của bức tranh cho đến nay vẫn chưa được xác định. Lần trùng tu bức tranh gần đây nhất vào năm 1994 đã giúp cải thiện rất nhiều tình trạng bảo tồn của bức họa.
Theo lời khuyên của Victor de Stuers, một công chức trong nhiều năm đã giúp giữ lại các tác phẩm của họa sĩ Hà Lan khỏi bị bán ra nước ngoài,  nhà sưu tập nghệ thuật Arnoldus Andries des Tombe đã mua lại bức tranh trong một cuộc đấu giá ở Den Haag năm 1881 với giá 2 guilder và 30 cent. Tình trạng của bức tranh vào thời điểm đó là rất tồi tệ và chưa ai biết đó là tác phẩm của Vermeer. Do không có người thừa kế, des Tombe hiến lại bộ sưu tập tranh (gồm cả bức Thiếu nữ đeo hoa tai ngọc trai) cho bảo tàng Mauritshuis ở Den Haag vào năm 1902. Năm 1937, một bức tranh tương tự với cái tên Cô gái cười được nhà sưu tập Andrew W. Mellon tặng cho bảo tàng National Gallery of Art ở Washington, D.C, Hoa Kỳ. Vào thời điểm đó, Cô gái cười cũng được coi là một tác phẩm của Vermeer nhưng hiện nay nó bị đánh giá là một tác phẩm giả theo phong cách Vermeer, theo chuyên gia về Vermeer là Arthur Wheelock thì rất có thể nó được vẽ bởi nghệ sĩ và chuyên gia làm giả tranh Theo van Wijngaarden.

## Trong văn hóa
Lấy cảm hứng từ bức tranh, Tracy Chevalier đã viết một tiểu thuyết lịch sử với tựa đề Girl with a Pearl Earring (1999), trong đó tác giả tiểu thuyết hóa cô gái, nhân vật của bức tranh, cũng như bối cảnh ra đời của bức tranh. Trong tiểu thuyết, Johannes Vermeer có quan hệ tình cảm với một cô gái người hầu tên là Griet, người được ông thuê để làm mẫu với chiếc khuyên tai của vợ Vermeer. Năm 2003, một bộ phim cùng tên đã được thực hiện dựa theo tiểu thuyết của Chevalier với vai cô gái do nữ diễn viên Scarlett Johansson đảm nhận. Năm 2008, một vở kịch cũng lấy tên Girl with a Pearl Earring đã được công diễn tại Anh.